# Церква святого Апостола Андрія Первозванного (Тернопіль)
Церква святого Апостола Андрія Первозванного в Тернополі — парафія і храм Тернопільсько-Зборівської архієпархії Української греко-католицької церкви в Тернополі (деканат м. Тернополя — Центральний).

## Історія церкви
Парафія утворена у 2011 році. Храм постав завдяки сприянню архиєпископа і митрополита Василія Семенюка та пожертвам парафіян з вулиці Чернівецької. Проєкт розробив тернопільський архітектор Михайло Нетриб'як.
14 липня 2011 року адміністратором парафії був призначений о. Петро Порохонько, який відповідав за будівництво, займався документацією та керував роботами. 17 жовтня 2011 року владика Василій Семенюк освятив наріжний камінь. Протягом 2012 року громада збиралася на молебні до Пресвятої Богородиці біля хреста на місці новобудови. 9 грудня 2012 року владика Василій Семенюк освятив новозбудовану церкву.
У храмі зберігаються мощі святого апостола Андрія Первозванного та святого Миколая. При парафії діють Марійська і Вівтарна дружини, спільнота «Матері в молитві» та молитовна група.

## Парохи
- о. Петро Порохонько (з 14 липня 2011).